# XLVII Olimpíadas Internacionais de Matemática
As XLVII Olimpíadas Internacionais de Matemática realizam-se em Liubliana, na Eslovénia, de 6 a 18 de Julho de 2006.
Nesta competição entram 522 participantes de 95 países, tornando-se assim na maior Olimpíada Internacional de Matemática de sempre.

## Equipas lusófonas

### Brasil
- André Rodrigues (medalha de bronze)
- Guilherme de Souza (medalha de bronze)
- Leandro Maia (medalha de bronze)
- Leonardo Carvalho (medalha de bronze)
- Rafael de Oliveira (medalha de bronze)
- Régis Barbosa (medalha de bronze)

### Moçambique
- Shabir Cassamo
- Fenita Mahendra
- Abdul Afande

### Portugal
- Afonso Bandeira (medalha de bronze)
- Célia Borlido
- João Caldeira (medalha de bronze)
- João Guerreiro (medalha de bronze)
- Joel Moreira
- Rui Sequeira (menção honrosa)

## Classificaçőes
Os dez primeiros classificados foram:
1. China - 214 pontos
2. Rússia - 174 pontos
3. Coreia do Sul - 170 pontos
4. Alemanha - 157 pontos
5. EUA - 154 pontos
6. Roménia - 152 pontos
7. Japão - 146 pontos
8. Irão - 145 pontos
9. Moldávia - 140 pontos
10. Taiwan - 136 pontos

## Pontuações perfeitas
Houve três participantes com pontuações perfeitas:
- Zhiyu Liu, da China
- Iurie Boreico, da Moldávia
- Alexander Magazinov, da Rússia